# Per me sei importante
Per me sei importante è un singolo del cantautore italiano Michele Bravi, pubblicato il 5 gennaio 2024 come secondo estratto dal quarto album in studio Tu cosa vedi quando chiudi gli occhi.

## Descrizione
Il singolo è stato scritto dallo stesso cantautore con Matteo Orsi, Gabriel Rossi, in arte Kende, Lorenzo Santarelli e Marco Salvaderi.
Descrivendo il brano, Bravi ha raccontato:

## Tracce
Testi e musiche di Michele Bravi, Gabriel Rossi, Lorenzo Santarelli, Marco Salvaderi e Matteo Orsi.
1. Per me sei importante – 3:19